# Die Hochzeit des Camacho
Die Hochzeit des Camacho (Camachos bröllop) är en tysk opera (op. 10) i två akter med musik av Felix Mendelssohn och libretto av Friedrich Vogt efter en episod i Miguel Cervantes roman Don Quijote (1615).

## Historia
Mendelssohn fullbordade operan i augusti 1825, bara ett par veckor före sin berömda oktett för stråkar i Ess-dur op. 20. Han var bara 16 år men redan en fullfjädrad kompositör. När han var klar med akt II gjorde han en genomarbetad revidering av akt I och skar bort flera nummer. Men den stympade versionen användes inte i sin helhet då operan hade premiär den 20 april 1827 i Konzerthaus Berlin. 
Harmoniken och det musikaliska språket i Camacho var Mendelssohns sätt att fjärma sig från det småskaliga formatet i sina tidigare dramatiska verk och närma sig stilen hos Carl Maria von Weber och Louis Spohr. Han var otvetydigt bekant med sina samtida kollegors operor och medveten om deras viktiga utveckling. Trots användandet av talad dialog förekommer det långa sektioner av oavbruten musik och återkommande ledmotiv. 

## Personer
- Quitieria (sopran)
- Basilio, hennes älskade (tenor)
- Carrasco, hennes fader (bas)
- Camacho, hans rike granne (tenor)
- Don Quixote (baryton)
- Sancho Panza (bas)
- Lucinda (sopran)
- Vivaldo (tenor)

## Handling

### Akt I
Quitieria och Basilio är förälskade men Quitierias fader, Carrasco vill att hon ska gifta sig med den rike grannen Camacho. De älskandes vänner Lucinda och Vivaldo vill hjälpa dem. Camacho tillkännager en ståtlig bröllopsfest till vilken han inbjuder Sancho Panza och dennes forne herre, Don Quixote, som sägs vara på jakt efter Montesinos hemsökta grotta. Basilio gömmer sig i skogen medan Vivaldo försöker övertala Carrasco att Basilio har kommit över en förmögenhet. Under tiden har Quitieria också sökt sig till skogen. På vägen möter hon Don Quixote som ovetande skrämmer henne. När Carrasco och Camacho ger sig ut på jakt efter de älskande möter de Basilio utklädd till Montesinos spöke.

### Akt II
Bröllopsförberedelserna pågår. Just som den desperata Quitieria ska skriva under bröllopskontraktet anländer Basilio. Han låtsas sticka en kniv i sitt bröst och tillåts gifta sig med Quitieria för att kunna dö lycklig. Han överraskar sedan alla med att mirakulöst återfå hälsan.